# Them - Loro sono là fuori
Them - Loro sono là fuori (Ils) è un film del 2006 diretto da David Moreau e Xavier Palud.

## Trama
Clementine è una giovane insegnante di francese, che insieme al marito Lucas, uno scrittore, si è trasferita in un piccolo centro rurale a Bucarest, in Romania per insegnare in una scuola elementare. La coppia abita in una grandissima casa in campagna, piuttosto isolata.
Una notte, Clementine si sveglia disturbata da alcuni rumori e avvisa Lucas. I due scendono in giardino appena in tempo per vedere qualcuno portare via la loro automobile. Dopo poco i due rimangono isolati in casa, senza illuminazione elettrica e senza telefono. Quando si rendono conto che c'è qualcun altro in casa oltre loro, i due giovani coniugi si barricano in camera da letto. Lucas viene ferito ad una gamba mentre tenta di esplorare il resto della casa per trovare gli intrusi. Clementine cerca una via di fuga in soffitta, raggiungendola attraverso il bagno adiacente alla loro camera, ma si trova faccia a faccia con uno degli assalitori; lo fa cadere da una finestra e torna nel bagno a prendere Lucas. I due riescono poi ad uscire di casa dalla porta principale, ma non potendo correre Lucas preferisce nascondersi nel bosco adiacente alla casa e permettere a Clementine di cercare aiuto. Tuttavia la donna viene intercettata e rapita dagli intrusi.
Lucas riesce a colpire alla testa uno degli assalitori, facendolo svenire, e rendendosi conto che si tratta di un bambino. Pochi istanti dopo, sentendo le urla di Clementine, raggiunge la donna in un condotto fognario dove è tenuta in ostaggio da altri due ragazzini. L'uomo riesce a salvare Clementine e con la complicità di uno dei due bambini trovano una via di fuga. Tuttavia lo stesso ragazzino che li ha aiutati, farà precipitare Lucas da un'alta scalinata. L'uomo giunto a terra, viene colpito a morte dagli altri ragazzini. Clementine tenta la fuga lungo il condotto fognario, che però termina con un vicolo cieco. La donna viene raggiunta dai ragazzini e uccisa.
Il film termina con i quattro ragazzini omicidi che tornano a casa, con il pullman. Seguono delle scritte sullo schermo che indicano che gli assassini di Lucas e Clementine, tutti compresi in un'età fra i 10 e i 15 anni, saranno trovati poco dopo e arrestati.

## Ispirazione
La promozione del film ha fatto passare l'idea che Them fosse basato su una storia vera. Anche prima dei crediti finali, compaiono alcune scritte sullo schermo che danno allo spettatore ulteriori informazioni su quanto accaduto. Presumibilmente la vicenda è soltanto vagamente ispirata all'omicidio di una coppia austriaca ad opera di tre ragazzini, durante un viaggio nella Repubblica Ceca. Il numero degli assassini, la cronistoria degli eventi, e le informazioni alla fine del film, sono invenzioni della sceneggiatura.. In realtà l'intera vicenda è soltanto la leggenda metropolitana c'era una volta raccontata agli autori da un tassista in Cecoslovacchia..

## Accoglienza

### Pubblico
A fronte di un budget di 2,35 milioni di dollari, il film ne ha incassati 2,73.

### Critica
Sull'aggregatore Rotten Tomatoes il film riceve il 62% delle recensioni professionali positive con un voto medio di 6,1 su 10 basato su 52 critiche.

## Riconoscimenti
- 2007 - Méliès d'argento